# The Northman
The Northman is een Amerikaans historisch filmepos uit 2022, geregisseerd door Robert Eggers. De film is gebaseerd op de legende van Amleth. De hoofdrollen worden vertolkt door Alexander Skarsgård, Nicole Kidman, Claes Bang, Anya Taylor-Joy, Ethan Hawke, Björk en Willem Dafoe.

## Verhaal
In het jaar 895 wil de Vikingkoning Aurvandil afscheid nemen van de wereld van de doden en de macht overdragen aan zijn jonge zoon Amleth. Fjölnir, de halfbroer van Aurvandil, heeft echter andere plannen. Hij doodt de koning om zelf de troon te bestijgen. Amleth ontsnapt, maar zijn moeder, koningin Gudrún, wordt gevangengenomen. De prins zweert dat hij op een dag zijn vader zal wreken, zijn oom Fjölnir zal vermoorden en zijn moeder zal bevrijden. Vele jaren later is Amleth uitgegroeid tot een machtige krijger. Samen met een plunderende bende plundert hij het land van de Rus. Wanneer een dorp wordt aangevallen, wordt hij herinnerd aan zijn oude eed, die hij bijna vergeten was en samen met de slaaf Olga begint hij zijn plan uit te voeren.

## Rolverdeling
| Acteur                   | Personage                  | Opmerkingen                                  |
| ------------------------ | -------------------------- | -------------------------------------------- |
| Alexander Skarsgård      | Amleth                     | de Viking-krijgerprins                       |
| Nicole Kidman            | koningin Gudrún            | de moeder van Amleth                         |
| Claes Bang               | Fjölnir                    | de oom van Amleth en de broer van Aurvandill |
| Anya Taylor-Joy          | Olga                       | een tovenares                                |
| Ethan Hawke              | koning Aurvandill          | de vader van Amleth en de broer van Fjölnir  |
| Björk                    | de zieneres                |                                              |
| Willem Dafoe             | Heimir de Dwaas            |                                              |
| Ingvar Eggert Sigurðsson | He-Witch (Mannelijke heks) |                                              |

## Productie
In oktober 2019 werd aangekondigd dat Robert Eggers een epische Viking-wraakfranchise zou regisseren, die hij ook samen met Sjón zou schrijven. Nicole Kidman, Alexander Skarsgård, Anya Taylor-Joy, Bill Skarsgård en Willem Dafoe waren in gesprek om deel te nemen aan de film. In december van dat jaar werd de deelname van de acteurs bevestigd, samen met de toevoeging van de Deense acteur Claes Bang aan de cast. De film was officieel in voorbereiding in december 2019 en zou in 2020 beginnen met filmen in Belfast.
In augustus 2020 voegde Björk, samen met haar dochter Ísadóra Bjarkardóttir Barney, Kate Dickie en Ethan Hawke zich bij de cast van de film, terwijl Focus Features zou de film internationaal distribueren in Noord-Amerika, in Mexico door Walt Disney Studios Motion Pictures via Searchlight Pictures en Universal Pictures. In september 2020 kondigde Bill Skarsgård aan dat hij de film had verlaten vanwege planningsconflicten. Later werd hij vervangen door Gustav Lindh.
De opnames zou in maart 2020 beginnen, maar werd stopgezet vanwege de COVID-19-pandemie en moest daarom in augustus 2020 worden hervat in Torr Head, County Antrim en Ballygalley bij Larne in Noord-Ierland. In september van dat jaar begon de crew te filmen op Malin Head, op het schiereiland Inishowen in County Donegal, Ierland. De opnames werden begin december 2020 voltooid.

## Release
De film ging in première op 28 maart 2022 in de Rigoletto Cinema in Stockholm. In de Verenigde Staten staat de film gepland op 22 april 2022.